# Mordheim
Mordheim è un wargame tridimensionale fantasy, che veniva prodotto da Games Workshop, ambientato nel mondo di Warhammer Fantasy. 
Mordheim fa parte degli Specialist games e, come tutti gli altri titoli del gruppo, ne è stato interrotta ufficialmente la produzione e vendita nel 2015, ma alcuni prodotti risultavano non disponibili o ordinabili già da diversi mesi prima. Con la chiusura degli Specialist games, tutto il materiale pubblicato ufficialmente sul gioco venne reso disponibile gratuitamente in rete.
Nel 2017 il Museo Finlandese dei Giochi (Suomen pelimuseo) lo annoverò tra i suoi primi 100 classici giochi finlandesi.
Ad oggi, il gioco è ancora supportato e giocato dai suoi fan, sparsi in tutto il mondo, che continuano a produrre materiale non ufficiale per espandere e ampliare le regole, organizzando eventi di varia grandezza o partecipando in campagne nei vari club o associazioni.
Il 6 e 7 Settembre 2025, nel castello di Casale Monferrato, si terrà il primo torneo mondiale di Mordheim, per celebrare il 25º anniversario dall'uscita del gioco.

## Ambientazione del gioco
Mordheim segue l'ambientazione della quinta edizione di Warhammer Fantasy Battle, questo perché entrando nella serie di giochi Specialist non riceve più materiale aggiuntivo.
Il gioco si svolge nella città dell'Impero chiamata Mordheim o anche Città dei Dannati. Nell'anno imperiale 1999, una grande cometa dalla doppia coda (simbolo del dio Sigmar Heldenhammer) cadde sulla città di Mordheim sul convento delle Sorelle di Sigmar: si ritenne che quello fosse il ritorno di Sigmar, venuto per iniziare la nuova età dell'oro dell'Impero, ma non fu così. La cometa distrusse gran parte della città, con eccezione del Castello delle Sorelle Sigmarite, e la città cadde nell'anarchia più totale. Viaggiatori da tutto il Vecchio Mondo giunsero a Mordheim, fino a riempire la città oltre le sue capacità. La città fu infestata dalle forze maligne del Caos, con i demoni che camminano per le strade della città e ora la consideravano la propria città.
Poco dopo, si sparse la voce che una strana pietra giaceva tra le rovine della città e nei luoghi circostanti ad essa, chiamata inizialmente Bonapietra. In breve si scoprì però che questa pietra aveva strani e ignoti poteri che provocavano follia e, in molti casi, mutazioni; il nome fu così cambiato in Malapietra, e divenne presto la più preziosa merce di scambio di tutto l'Impero e anche oltre: girava voce, infatti, che potesse trasformare qualunque metallo in oro e chiunque era pronto a pagare qualunque cifra per possederne qualche frammento. Moltissime bande iniziarono a viaggiare nella Città dei Dannati, per cercare frammenti di Malapietra e fare la propria fortuna.
Dopo la Grande Guerra contro il Caos, Magnus il Pio distrusse le restanti rovine della città e cancellò il nome di Mordheim da tutti gli annali dell'Impero.

## Meccanica di gioco
Mordheim è un gioco basato su scontri fatti da piccole bande di guerrieri che si svolgono nella città di Mordheim. Le battaglie quindi sono più che altro delle piccole schermaglie, giocate su un tavolo di 1 m² che deve rappresentare una città in rovina. L'obiettivo principale di ogni banda è recuperare la Malapietra, sia per i suoi enormi poteri magici, sia perché considerata la merce più preziosa di tutto l'Impero, l'obiettivo secondario è ovviamente cercare tesori e monete d'oro e in qualche modo riuscire a uscire sani e salvi dai vicoli della città.
Presenta regole specifiche fatte in modo da poter muovere ogni singolo modello, in totale autonomia rispetto al resto della banda. Le regole sono molto simili a quelle di Warhammer, così come anche lo svolgimento del turno, che si divide in quattro fasi:
Recuperonella fase di Recupero si può tentare di recuperare i singoli modelli a cui hanno ceduto i nervi o che stiano fuggendo, i modelli che sono stati storditi diventano atterrati e quelli atterrati possono tornare ad agire.
Movimentonella fase di Movimento si possono muovere i guerrieri della propria banda, dichiarare cariche contro i modelli avversari (prime mosse da dichiarare), scalare o saltar giù dagli edifici, muoversi normalmente o correre al doppio della velocità (con limiti alle azioni eseguibili).
Tirarenella fase di Tiro i guerrieri adeguatamente equipaggiati possono usare armi da lancio o da tiro. In questa fase i maghi possono inoltre lanciare i loro incantesimi.
Corpo a Corponella fase di Corpo a Corpo tutti i modelli che si trovano in contatto di base possono combattere. Alcune condizioni permettono di colpire per primi (per esempio l'aver caricato nel turno o il possedere alcuni tipi di arma) o obbligano a colpire per ultimi (per esempio aver appena recuperato da atterramento o essere armati con un'arma a due mani). Nel caso in cui uno o più modelli siano equipaggiati con armi dello stesso tipo o siano in condizioni identiche la priorità è data in base all'iniziativa del modello, in caso di ulteriore parità si decide a caso. Tutti i modelli avversari in contatto di basetta combatteranno tra loro, indipendentemente dal giocatore di turno.
Ogni modello può essere equipaggiato in moltissimi modi: si hanno a disposizione una gran numero di armi, armature, oggetti magici e talismani, oltre ad altri oggetti consumabili come veleni, droghe, particolari indumenti, animali e tanti altri. Tutto questo equipaggiamento può essere trovato all'interno delle rovine o acquistato presso i mercanti e gli ambulanti che si trovano nei villaggi e negli insediamenti circostanti Mordheim. 
Le bande possono anche trovare tesori e corone d'oro, che è la valuta dell'Impero, con cui vengono pagati gli oggetti che si desidera comprare, ma non prima di aver dato il giusto compenso ad ogni membro della banda!
Il gioco è pensato per essere giocato a "campagne", ovvero serie di molteplici partite consecutive tra giocatori del medesimo gruppo, dove le singole bande si modificano tra una partita e l'altra, acquisendo nuovi membri o equipaggiamenti, migliorando i singoli modelli grazie ad aumenti di livello, o subendo delle ferite agli stessi che possono causare menomazione o, nel peggiore dei casi, morte.

## Le bande
Il gioco essendo quindi svolto in un unico luogo rispetto al vasto universo di Warhammer Fantasy, non permette di utilizzare tutti gli eserciti di Warhammer, le bande disponibili nelle regole base sono:
- Culto dei Posseduti
- Nonmorti
- Cacciatori di Streghe
- Mercenari di Middenheim
- Mercenari del Reikland
- Mercenari di Marienburg
- Sorelle di Sigmar
- Skaven

Ulteriori bande sono state pubblicate nell'espansione Impero in Fiamme, o descritte nei vari Town Crier:
- Carnevale del Caos
- Uomini Bestia
- Orchi e Goblin
- Nani cacciatori di tesori
- Mercenari dell'Osterland
- Mercenari dell'Averland
- Kisleviti

Esiste anche tutta una serie di bande pubblicate sulle pagine di Town Cryer, ma non ideate dal team originale, oppure pubblicate in maniera indipendente dai fan in rete, che vengono normalmente considerate come non ufficiali.
Un elenco completo di queste bande si trova sul sito Broheim.net in inglese, oppure si può trovare una traduzione di alcune di esse sul gruppo Facebook di Mordheim Italia.

## Supplementi al gioco
Fin dalla sua uscita, Mordheim ha costantemente ricevuto supporto con materiale addizionale, che fosse pubblicato direttamente da Games Workshop oppure dai fan, sia tramite canali ufficiali che non.
Di seguito sono indicate le pubblicazioni ufficiali, mentre per tutto il materiale non ufficiale (come le regole per le ambientazioni di Albione, Corona Nemesi, Sartosa, Khemri e molte altre) si consiglia di far riferimento a Broheim.net.
- Town Cryer: per un certo periodo nella rivista White Dwarf è stata pubblicata una sezione dedicata a Mordheim, chiamata Town Cryer. Successivamente fu rimossa e sostituita con una rivista dedicata a parte chiamata appunto Town Cryer. La rivista ha avuto un totale di 29 numeri, sui quali venivano pubblicati articoli riguardo la conversione di modelli, nuove bande, nuove ambientazioni, regole addizionali, interpretazioni e correzioni alle regole e molto altro. Gli articoli più interessanti, della prima parte della pubblicazione, furono poi raccolti in unico volume chiamato The best of Town Cryer, e pubblicato in un secondo momento sul Mordheim Annual 2002.
- Fanatic Magazine: sulla rivista dedicata agli Specialist games, sono comparsi alcuni articoli dedicata al gioco, inclusi nuove spade al soldo arruolabili dalle bande.
- Impero in Fiamme, è l'unica espansione ufficiale del gioco, contiene nuove bande, regole, oggetti, scenari e una sezione dedicata a pittura e modellismo.